# (30020) 2000 DZ5
A (30020) 2000 DZ5 a Naprendszer kisbolygóövében található aszteroida. A LINEAR program keretein belül fedezték fel 2000. február 28-án.

## Kapcsolódó szócikk
- Kisbolygók listája (30001–30500)